# Матиашвили, Леван
Леван Матиашвили (груз. ლევან მატიაშვილი, род.4 июня 1993) — грузинский дзюдоист, призёр чемпионатов Европы.

## Биография
Родился в 1993 году в Тбилиси. В 2011 году завоевал серебряную медаль первенства Европы среди юниоров. В 2012 году выиграл первенство Европы среди юниоров. В 2013 году завоевал серебряную медаль первенства Европы среди юниоров и бронзовую медаль первенства мира среди юниоров.
В 2016 году стал бронзовым призёром чемпионата Европы.
В 2020 году на чемпионате Европы в ноябре в чешской столице, Леван смог завоевать бронзовую медаль в весовой категории свыше 100 кг. В полуфинале он уступил россиянину Тамерлану Башаеву.